# 自由同盟 (デンマーク)
自由同盟（じゆうどうめい、Liberal Alliance）は、デンマークのリベラル政党。
2007年5月7日に新同盟の名で、国会議員のナサ・カダー、欧州議会議員のアナス・サムエルセン（以上元ラディケーリ所属）、同じく欧州議会議員のヒッテ・ゼーベルク（元保守党所属）の3名により結成。2008年8月27日、現党名に改称した。国内で最も新しく設立された主要政党である。2022年の総選挙では10議席増の14議席を獲得し、躍進した。現在の党首はアレックス・ヴァノプスラフ。

## 政策
これまでは左派寄りの戦略を採るラディケーリにも、閣内で影響力を及ぼしつつある右派政党デンマーク国民党にも一定の距離を置いてきたものの、2008年には政策を若干右派寄りに変更した。税制面では所得税を40%に引き下げ均等税とするなど新自由主義的な色彩が濃い一方で、義務教育延長や移民制度改革、海外援助額を国内総生産の1％に引き上げる方針などを掲げている。

## イデオロギー
「社会自由主義及び社会保守主義における最良の価値を戴く」中道政党と位置付けており、こうした考えが結党メンバーの出身政党の中間に位置するのは言うまでもない。勿論社会自由主義とはラディケーリの公式イデオロギーで、「社会保守主義」とは福祉国家に重点を置く保守党が掲げてきたものである。なお、ゼーベルクの離党後は「社会保守主義」の部分が抜け落ち党名も自由同盟へと変更したが、残る2名の設立者の間に思想的差異が少なからず存在する。

## 党員数
結党から24時間以内に党公式サイトへ12,000名以上の党員登録のアクセスがあり、党設立3日後には16,000名が登録、うち8,000名が党費を支払った。2006年現在で9,500名程度が党費を支払った友党のラディケーリと比較しても引けを取らない。

## 相次ぐ離党者
デンマーク国民党の影響力を排除し中道政党を目指す立場から、党の右寄り姿勢に抗議して2008年1月29日にゼーベルクが離党すると、1週間後の2月5日には党所属の国会議員マロウ・アームンドが党を離れヴェンスタ入りしたり、会派を追われる議員などが相次いだ。また、2009年2月5日には党創設時のメンバーで党首のカダーが離党し、代わってサムエルセンが党首に就いた。